# Йенсен, Фроуи
Фро́уи Йе́нсен (фар. Fróði Jensen; род. 9 марта 1986 года в Тофтире, Фарерские острова) — фарерский футболист, тренер и судья, ныне тренер вратарей клуба «Б68».

## Биография
Фроуи — воспитанник «Б68» из своей родной деревни Тофтир. Он дебютировал за эту команду 29 июля 2004 года в матче Кубка УЕФА против латвийского «Вентспилса»: на 85-й минуте Фроуи заменил своего коллегу по амплуа Яцека Пшибыльского и пропустил 2 гола за остаток встречи. Фроуи выступал за «Б68» на протяжении 3 сезонов и провёл за это время 2 матча в рамках чемпионата Фарерских островов. Свою последнюю игру за тофтирцев он сыграл 25 марта 2006 года, пропустив 1 мяч в поединке за кубок Фарерских островов против фуглафьёрдурского «ИФ».
Затем голкипер перебрался в «НИФ», за который играл до конца 2009 года. В 2010 году клуб был переименован в «Гизу» и переехал в Торсхавн. Фроуи остался в команде и выиграл в её составе третий дивизион. В 2012 году он стал игроком объединённого клуба «Гиза/Хойвуйк», где за 3 сезона пропустил 46 мячей в 23 встречах второго дивизиона. Будучи игроком клуба «Гиза/Хойвуйк», Фроуи в 2013—2014 годах пробовал себя в качестве футбольного арбитра, отсудив 1 матч в роли главного судьи и 9 встреч как помощник. В сезоне-2015 Фроуи вернулся в «Б68» и провёл 4 матча за дублирующий состав тофтирцев, после чего перешёл на тренерскую деятельность.
В 2016—2020 годах Фроуи тренировал вратарей дублирующего состава «Б68». В 2021 году он получил аналогичную должность в первой команде тофтирцев. В начале сезона-2021 один из двух голкиперов «Б68» Эрленн Якобсен заболел коронавирусной инфекцией, и Фроуи возобновил карьеру игрока, став запасным вратарём клуба.

## Достижения

### Командные
«Б68»
- Победитель первого дивизиона (1): 2005

 «Гиза»
- Победитель третьего дивизиона (1): 2011